# Сан Просперо (Модена)
Сан Просперо (итал. San Prospero) је насеље у Италији у округу Модена, региону Емилија-Ромања.
Према процени из 2011. у насељу је живело 2874 становника. Насеље се налази на надморској висини од 22 м.

## Становништво
Према резултатима пописа становништва 2011. у општини је живело 5.841 становника.
| 1931. | 1936. | 1951. | 1961. | 1971. | 1981. | 1991. | 2001. | 2011. |
| ----- | ----- | ----- | ----- | ----- | ----- | ----- | ----- | ----- |
| 5.732 | 5.633 | 5.797 | 4.602 | 3.641 | 3.828 | 4.013 | 4.448 | 5.841 |